# Artéria cerebral anterior
A artéria cerebral anterior é um ramo intra-cerebral da artéria carótida interna, que irriga toda a face medial do cérebro.
As artérias cerebrais anteriores direita e esquerda são conectadas pela artéria comunicante anterior. As artérias cerebrais anteriores (ramos da artéria carótida interna), artéria comunicante anterior, artérias comunicantes posteriores e cerebrais posteriores (ramos da artéria basilar) formam o polígono de Willis.

## Fonte
- Gray, Henry. Anatomy of the Human Body. Philadelphia: Lea & Febiger, 1918;
- Bartleby.com, 2000. www.bartleby.com/107/. [Date of Printout]. Published May 2000 by Bartleby.com